# Pisagoras
Pisagoras (auch PISAgoras oder PISAGORAS) war eine von Susanne Porsche initiierte Auszeichnung für deutsche Lehrer, die in den Jahren 2007 und 2008 unter der Schirmherrschaft der damaligen Bundesministerin für Bildung und Forschung Annette Schavan vergeben wurde. Auf Grundlage der Nominierung von Schülern prämierte eine Jury Lehrer, die sich durch besonderes Engagement ausgezeichnet hatten. Über die individuelle Anerkennung hinaus sollte der Preis einen gesellschaftlichen Dialog über die gesellschaftliche Leistung und Anerkennung von Lehrkräften anstoßen.
Pisagoras wurde im Jahr 2009 durch den Deutschen Lehrkräftepreis abgelöst, der seitdem jährlich vergeben wird.

## Hintergrund
Nach der Veröffentlichung der PISA-Ergebnisse im Jahr 2001 und dem darauf folgenden bundesdeutschen PISA-Schock lag ein starkes Augenmerk der bildungspolitischen Diskussionen in Deutschland auf einer Verbesserung der messbaren Schülerleistungen. Der Name Pisagoras lässt sich vor diesem Hintergrund als ein Kofferwort bestehend aus PISA und Pythagoras interpretieren. Die Verwendung des Namens einer internationalen Schulleistungsuntersuchung als Synonym für „gute Lehre“ wurde in diesem Zusammenhang kritisiert.

## Trivia
Als Preise sollten 2007 in Plexiglas gefräste Kreidestücke an die Preisträger überreicht werden. Aufgrund von Fertigungsprobleme konnten diese allerdings nicht rechtzeitig produziert werden.